# Frognerseteren
Frognerseteren – zabytkowe, drewniane schronisko turystyczne z restauracją na szczycie Holmenkollen w Oslo, zlokalizowane na wysokości 435 m n.p.m.

## Historia
W 1865 konsul i bankier, Thomas Heftye kupił ziemię wokół dzisiejszego schroniska. W tym czasie miejsce to nazywano Seter (letnie pastwisko na dużej wysokości) pod farmą Frognera, stąd nazwa. Thomas Heftye był jednym z założycieli Den Norske Turistforening (Norweskiego Stowarzyszenia Turystycznego) i pełnił funkcję jego prezesem aż do śmierci w 1888. Budynek, który nosi nazwę Domem Heftye, stojący bezpośrednio przed Frognerseteren, został wzniesiony przez niego w 1867. Podróżnikom oraz turystom zapewniono tu bezpłatny wstęp serwowano nieskomplikowane dania. Gmina Kristiania zakupiła ten teren od wdowy po Heftye w 1889 i natychmiast rozpoczęła budowę części obiektu, dziś nazywanego Frognerseteren. Najstarszą część budynku ukończono w 1891 i tego czasu sięgają również tradycje kulinarne tutejszej restauracji. Projektantem drewnianego obiektu był architekt Holm Munthe. Frognerseteren zawsze miał szczególne znaczenie dla mieszkańców Oslo, a także dla turystów. 

## Pomieszczenia
Poszczególne pomieszczenia w schronisku to:
- Skjenkestua z drewnianymi sufitami i widokiem na Oslo (40 osób),
- Peisestua z malowanymi sufitami, kominkami i zamkniętym balkonem (60 osób),
- Kvisten - pokój z widokiem na osiem osób,
- Styrerommet z bogatym wystrojem wnętrza, w którym znajdują się zabytkowe meble i kominek,
- Storstua - najokazalsza sala bankietowa, która może pomieścić ponad stu gości przed podwójnym kominkiem.

## Dojazd
Dojazd w pobliże schroniska zapewnia Linia Holmenkollen, należąca do systemu metra w Oslo. Stacja Frognerseteren jest ostatnim przystankiem tej linii.